# Tiger (Geórgia)
Tiger é uma cidade  localizada no estado americano de Geórgia, no Condado de Rabun.

## Demografia
Segundo o censo americano de 2000, a sua população era de 316 habitantes.
Em 2006, foi estimada uma população de 318, um aumento de 2 (0.6%).

## Geografia
De acordo com o United States Census Bureau tem uma área de
2,1 km², dos quais 2,1 km² cobertos por terra e 0,0 km² cobertos por água. Tiger localiza-se a aproximadamente 533 m acima do nível do mar.

## Localidades na vizinhança
O diagrama seguinte representa as localidades num raio de 28 km ao redor de Tiger.